# Station orbitale
Pour les articles homonymes, voir orbitale.

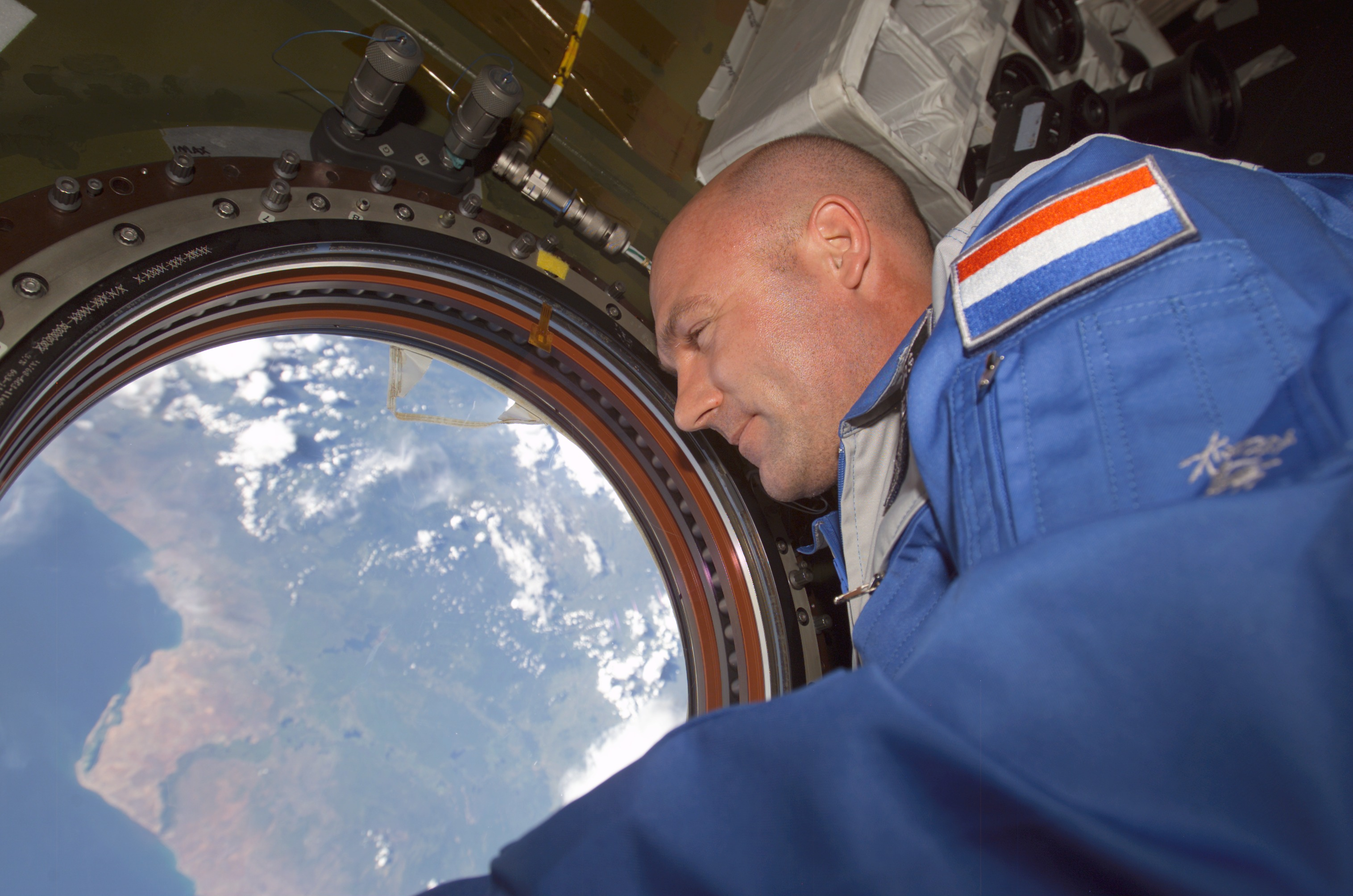
De la science-fiction à la réalité : Station orbitale terrestre

Une station orbitale, dans le domaine de l'astronautique, est une installation spatiale en orbite autour de la Terre ou d'un astre, ne disposant pas de moyens de propulsion autonomes ou ne disposant que de moyens de propulsion réduits, et destinée à assurer une ou plusieurs missions déterminées avec une certaine permanence. C'est un cas particulier de station spatiale.
En science-fiction, les stations orbitales sont un thème particulièrement prisé, elles sont souvent choisies comme lieux de l'action, par exemple de 2001, l'Odyssée de l'espace et d'Elysium.